# 塩田八幡宮
塩田八幡宮（しおたはちまんぐう）は、兵庫県神戸市北区道場町塩田にある神社。旧社格は当初は村社、後に郷社。神紋は「尾長左三巴」。山裾の社務所より本殿前まで、およそ150段の石段が続く。境内には9の末社が祀られる。

## 祭神
- 応神天皇
- 神功皇后
- 玉依姫命（）
- 御歳神（）

## 歴史
創建時期は不明だが、大同年間(806～810)には｢大歳神社｣と称し、御歳神を奉祀したとする記録がある。その後、石清水八幡宮から応神天皇・神功皇后・玉依姫命の神霊を勧請して合祀し、塩田八幡神社と称した。1158年（保元3年）には石清水八幡宮とその宿院極楽寺の荘園となり、神宮寺となった。応仁の乱により社殿を焼失したが、1499年（明応8年）に社殿を再興した。九鬼家当主代々の寄進を受けた。明治維新になって神仏分離令により神宮寺が廃され、1872年（明治5年）に村社に列し、1922年（大正11年）11月郷社に昇格。1963年（昭和38年）、社名を塩田八幡宮と改称した。
現在の本殿は1657年（明暦3年）に三田藩主九鬼隆昌からの浄財もあり再建されたものである。

## 祭典行事
| 日付          | 祭典名       | 補足                   |
| ------------- | ------------ | ---------------------- |
| 1月1日        | 歳旦祭       |                        |
| 1月3日        | 元始祭       |                        |
| 1月18日・19日 | 厄除大祭     |                        |
| 2月11日       | 紀元祭       |                        |
| 2月20日       | 祈年祭       |                        |
| 2月23日       | 天長祭       |                        |
| 4月29日       | 昭和祭       |                        |
| 6月30日       | 大祓式       |                        |
| 7月           | 夏祭万灯祭   | 「海の日」前日・前々日 |
| 10月          | 例祭（秋祭） | 「スポーツの日」       |
| 11月3日       | 明治祭       |                        |
| 12月5日       | 新嘗祭       |                        |
| 12月30日      | 大祓式       |                        |
| 毎月1日・15日 | 月次祭       |                        |

## 摂末社
武内神社
- 祭神：武内宿禰

若宮八幡神社
- 祭神：仁徳天皇

神明神社
- 祭神：天照大御神

山ノ神社
- 祭神：大山祗命

高良神社
- 祭神：高良玉垂命

稲荷神社
- 祭神：保食神

剱御前社
- 祭神：仲哀天皇

岩清水祠
- 祭神：天之御中主神

水神社
- 祭神：水速女命

厳島神社
- 祭神：市杵嶋姫命

## 永代奥都城（永代墓）
永代墓みささぎ
- 祭祀(供養)は、神道に従って行ないます。
- 神道以外の宗教信仰者の遺骨を納骨される場合は、神道に改宗すれば納骨する事が可能。
- 後継者がいないのでお墓がもてない

                  ・身寄りのない親族の納骨場所に困っている
                  ・お墓のことで子供や孫たちに負担を掛けたくない
                  ・遠方へ転居したのでお墓参りが出来ない
- 皆様のお悩みに寄り添います

## 交通アクセス
鉄道
- 神戸電鉄三田線神鉄道場駅から徒歩40分
- JR宝塚線道場駅から徒歩40分

バス
- 阪急バス　1月18日・19日の厄除大祭のみ三田駅～神鉄道場駅～塩田厄神前(大駐車場)間の無料臨時バス運行

自動車
- 駐車場あり（時期により、駐車可能な場所が異なる。）
- 1～2月：大駐車場（御旅所）約400台駐車可
- 3～12月：山裾駐車場（社務所前）約30台駐車可

交通安全の祈祷を受ける場合、「初宮詣」や「七五三詣」等で着物を着ている場合、足腰が弱い方は正面の朱の鳥居に向かって右手の車道を通り、古神札古神矢納所の前まで進み、"後ろ向き"に駐車する。その他の参列する家族・親戚は、駐車場を利用する。

※前向きに駐車をすると、後続車が来た際に方向転換ができなくなる場合がある。
なお、正月三が日と厄除大祭（1月18日・19日）は正面直線の馬場（参道）と車道は終日車両通行不可

## ギャラリー

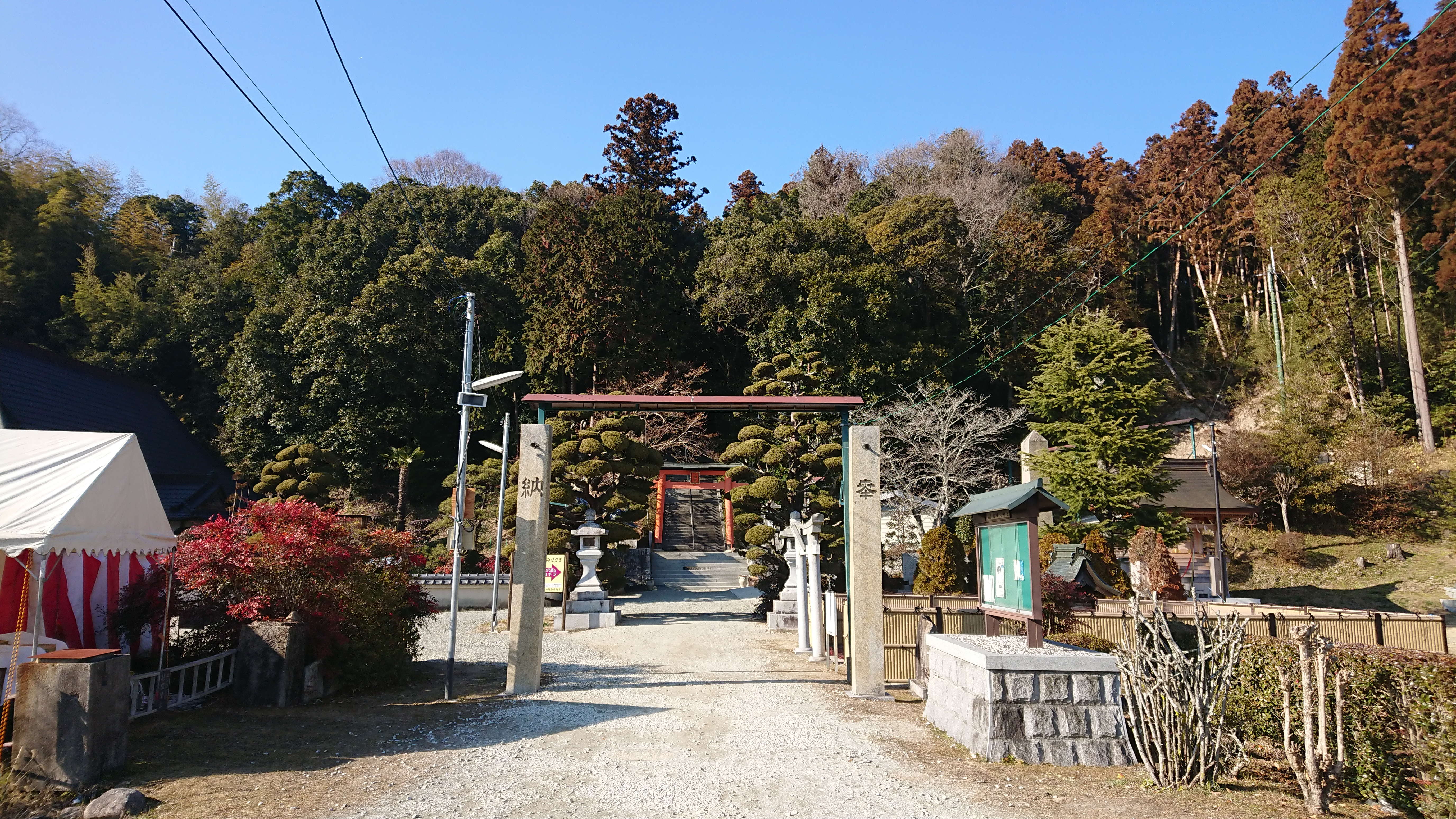
社叢
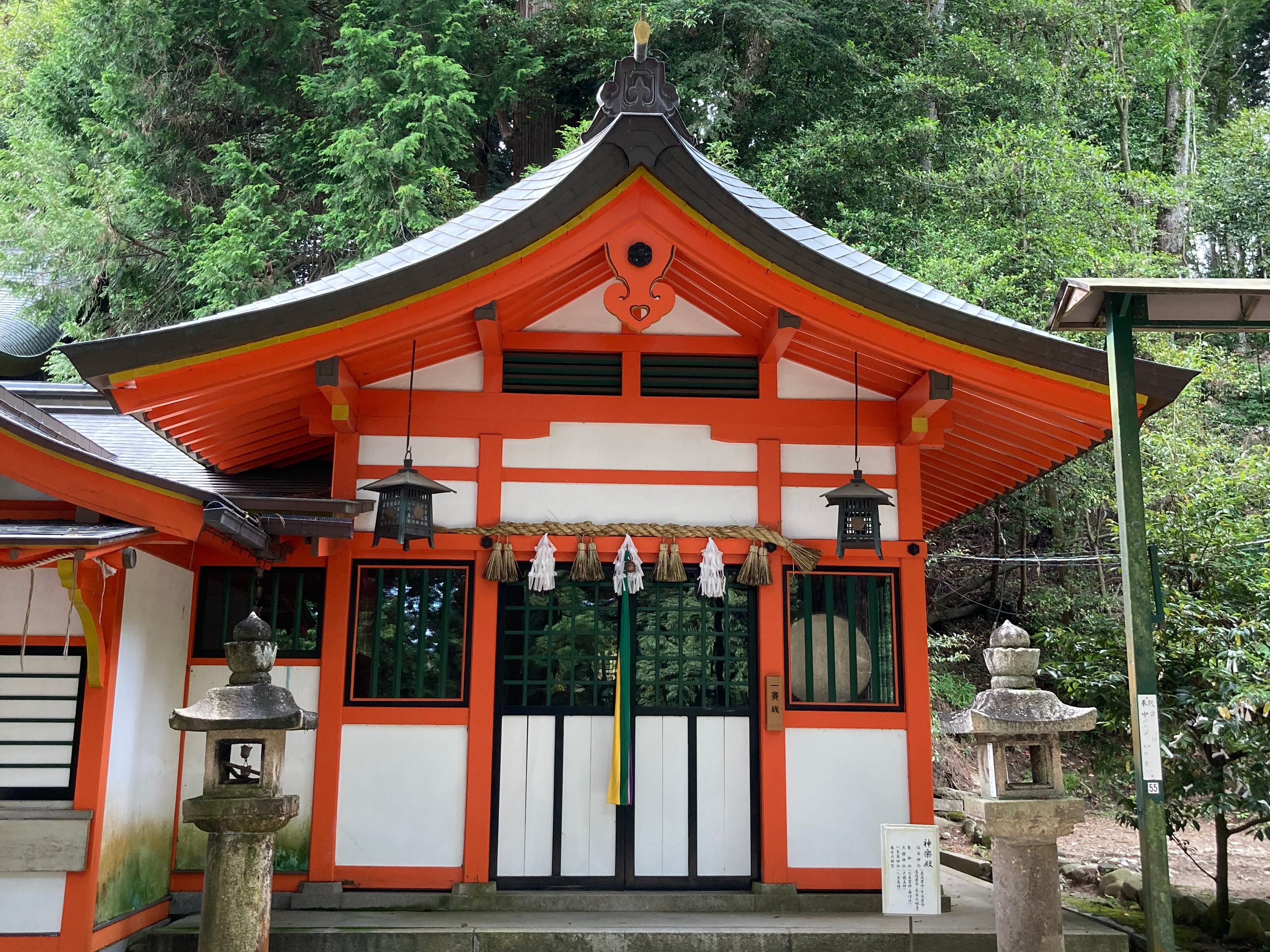
神楽殿
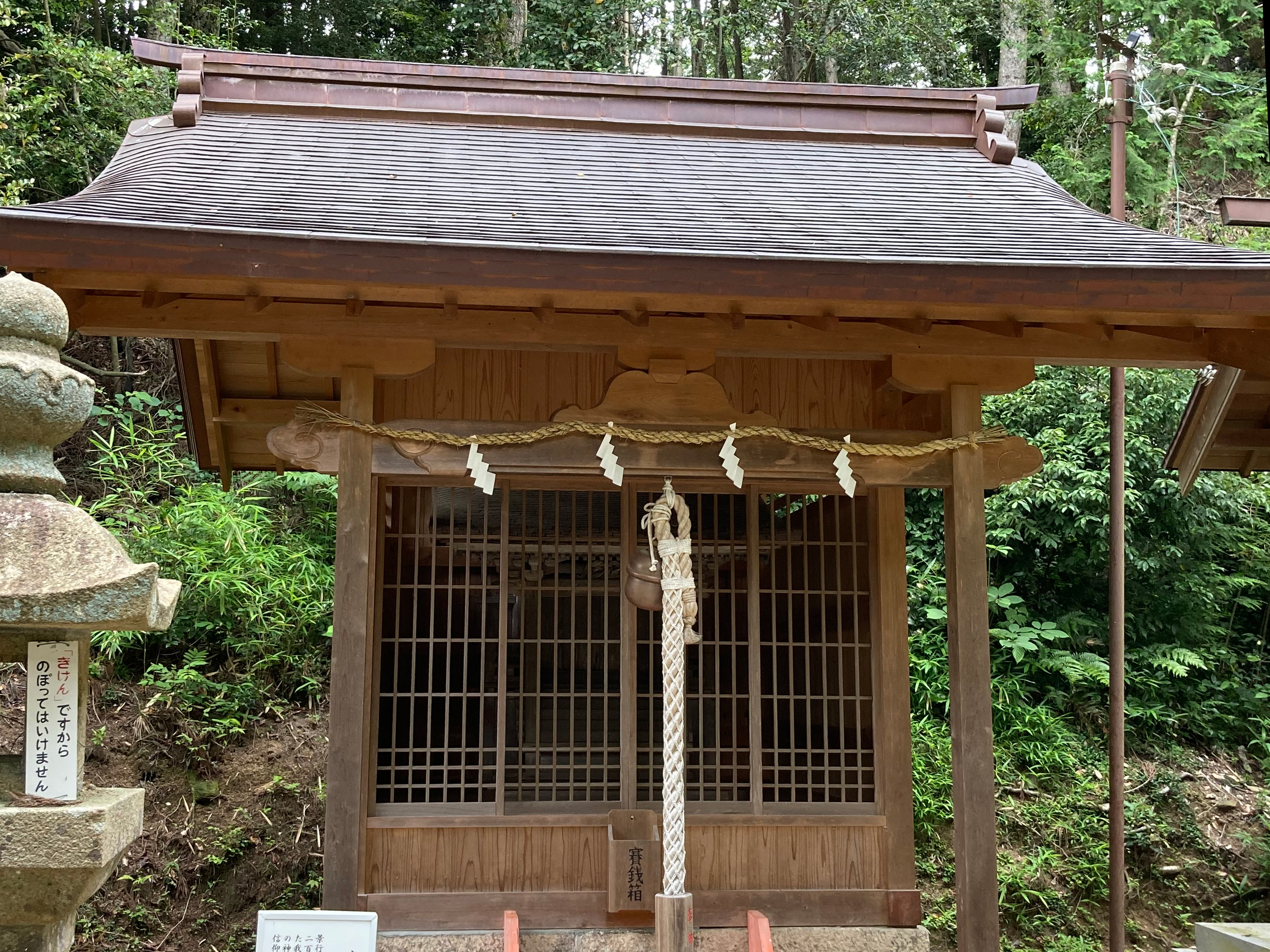
武内神社
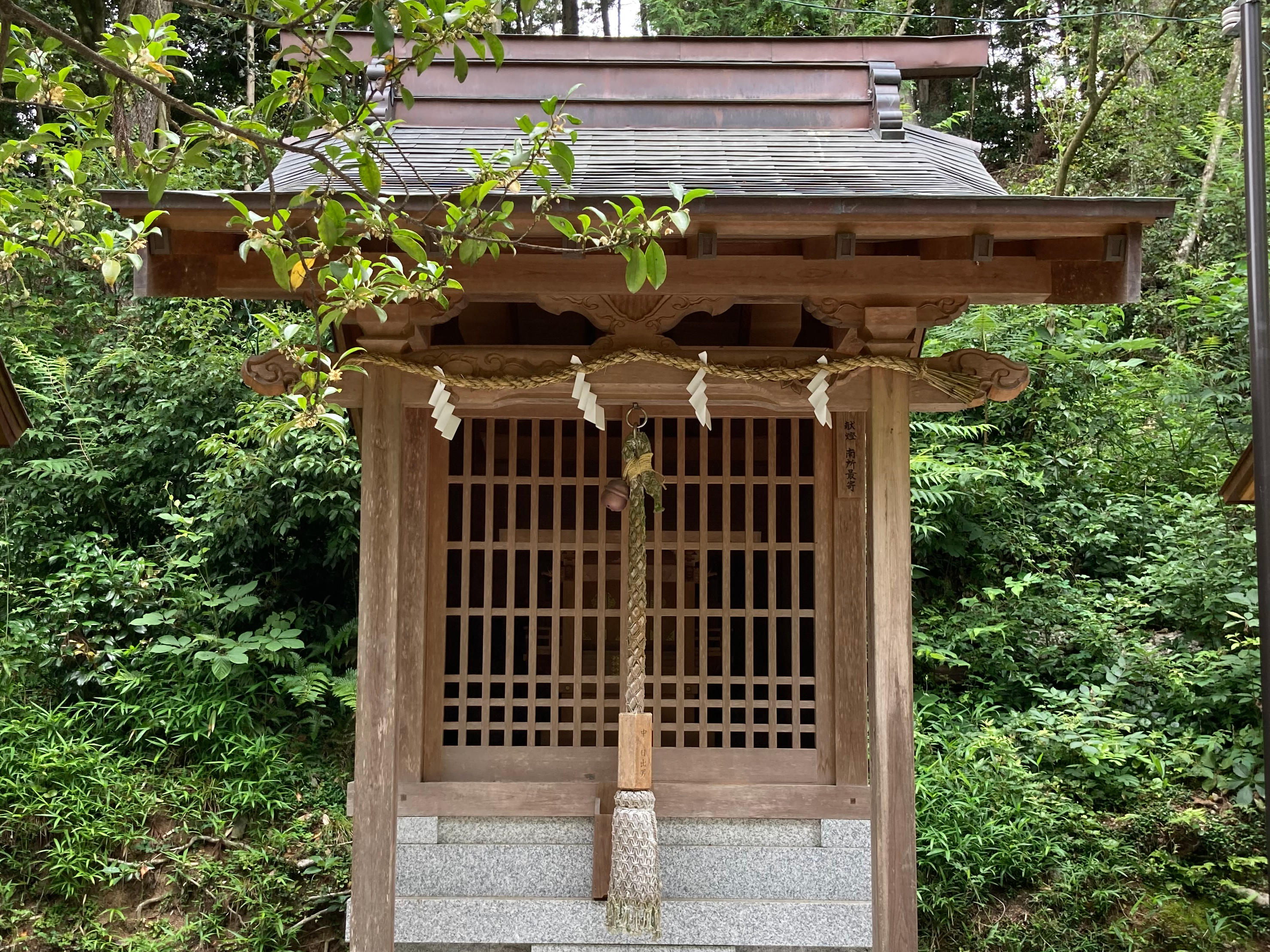
若宮八幡神社
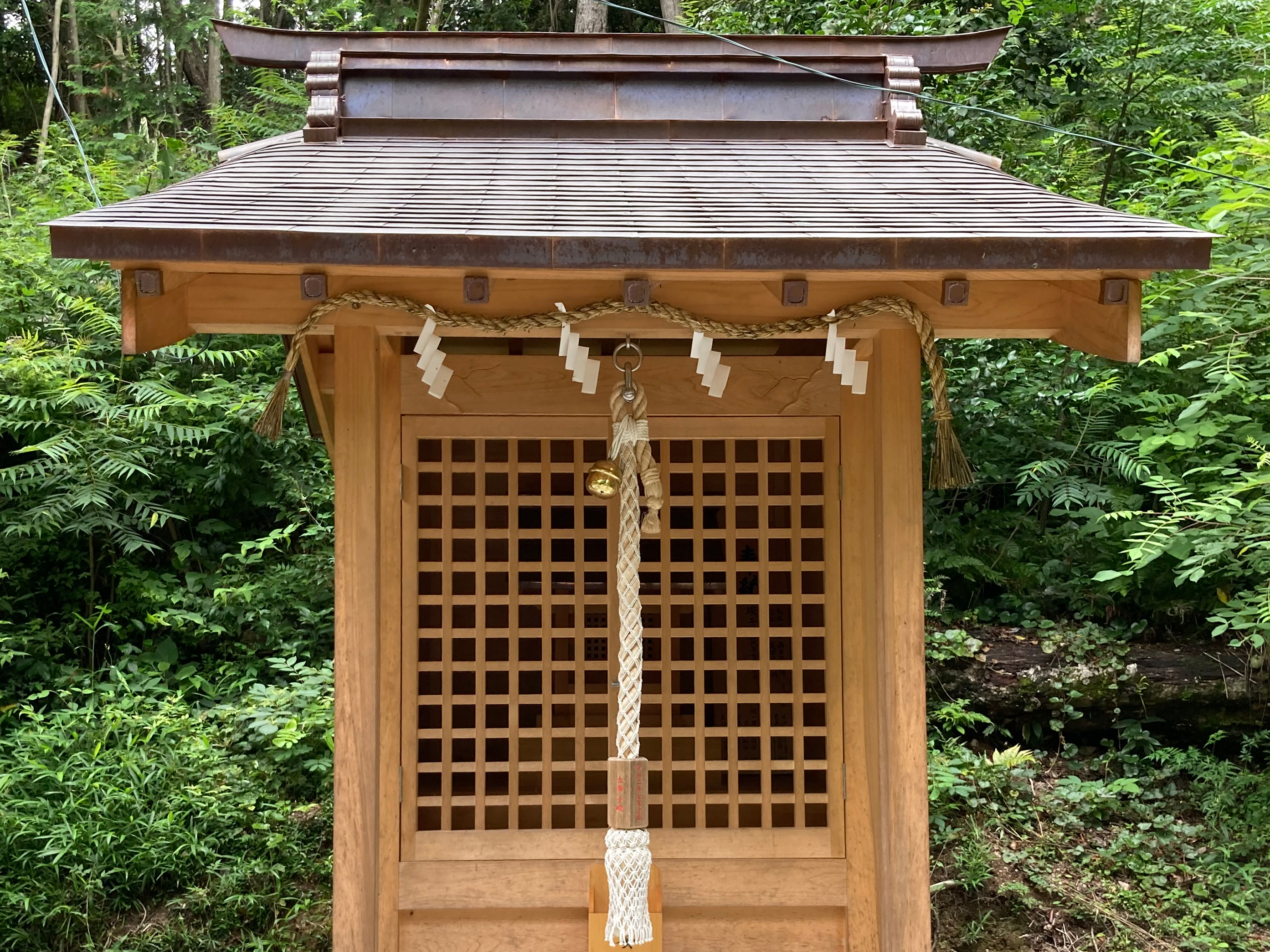
神明神社
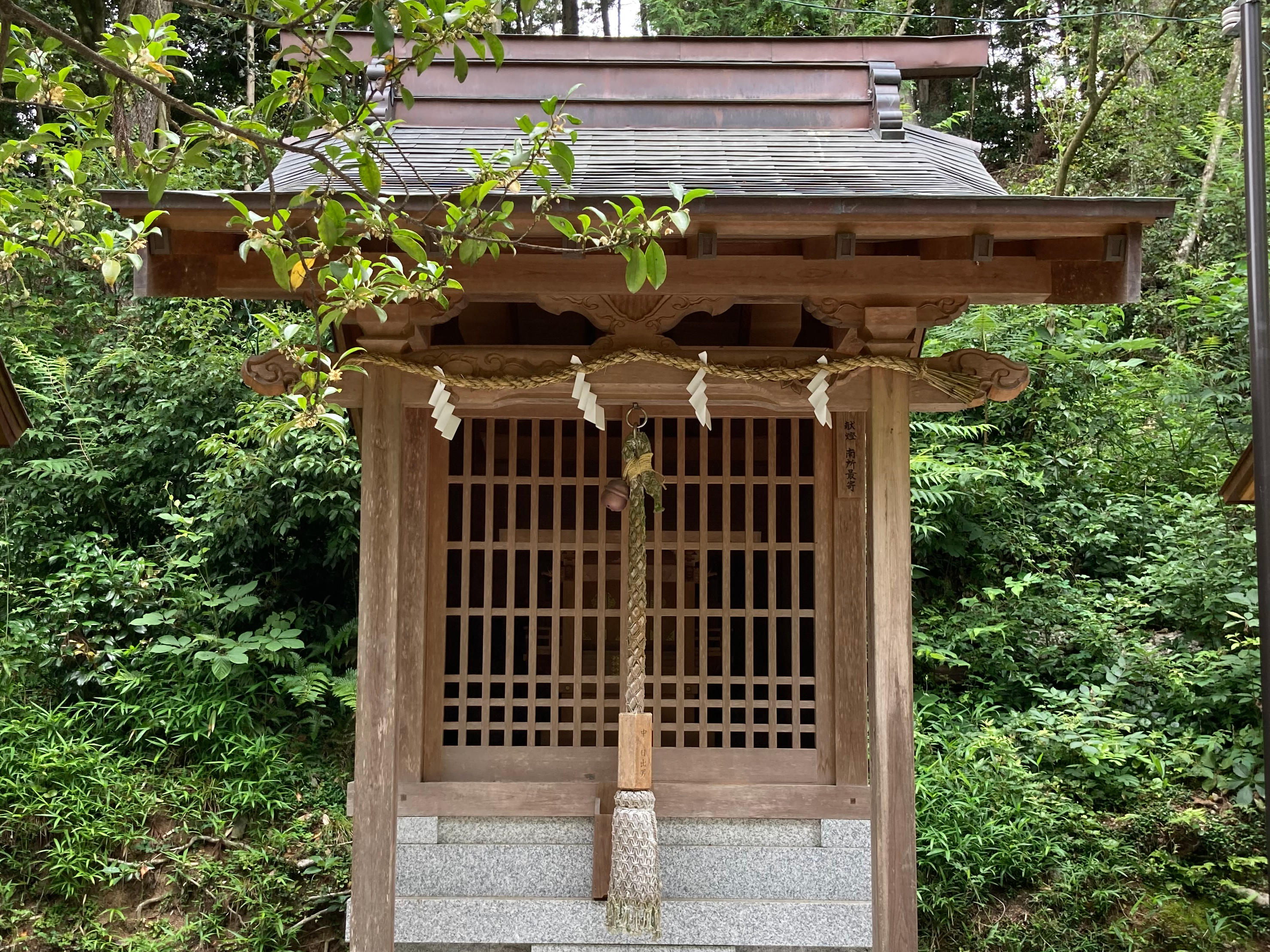
山丿神社
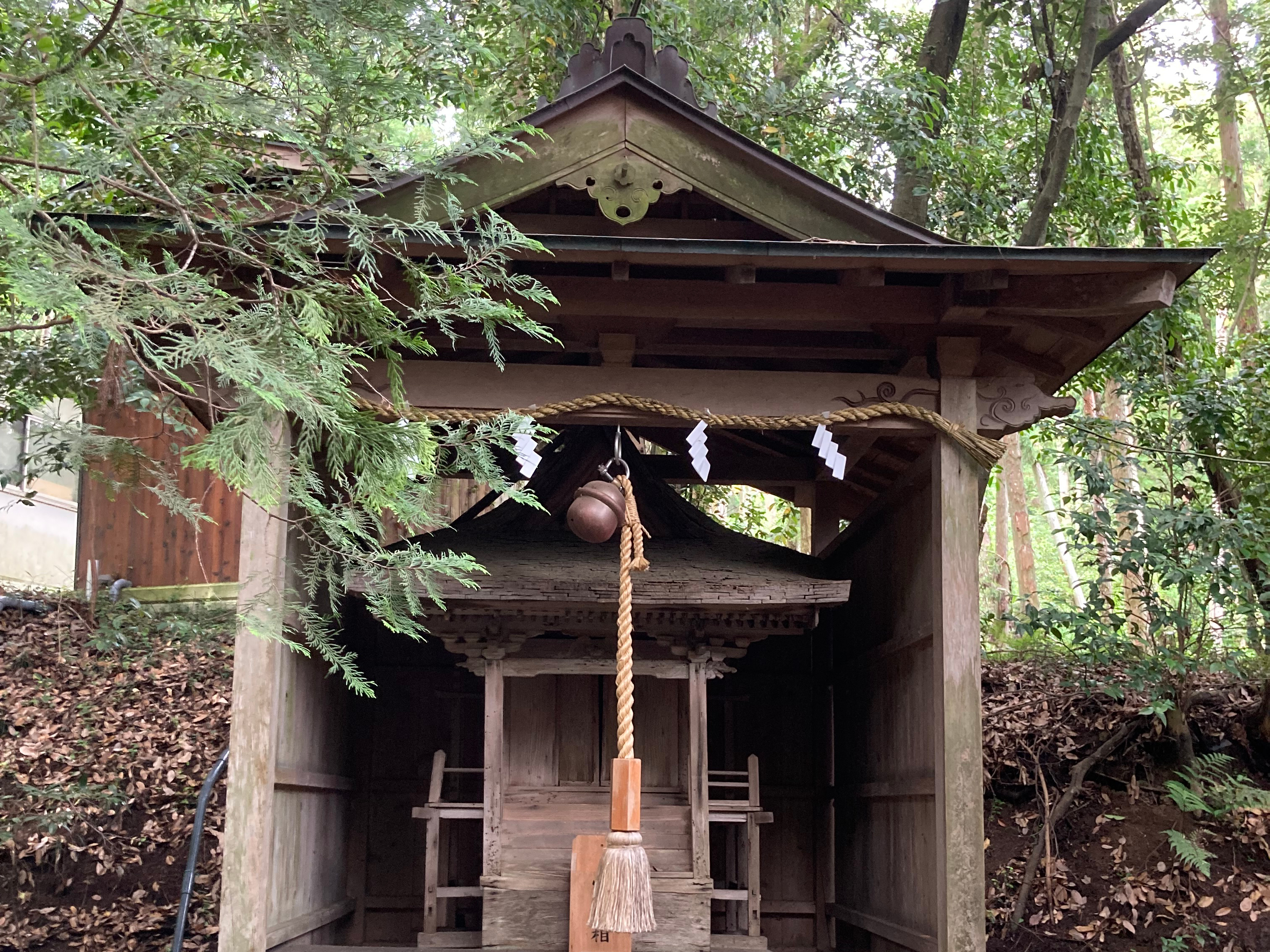
高良神社
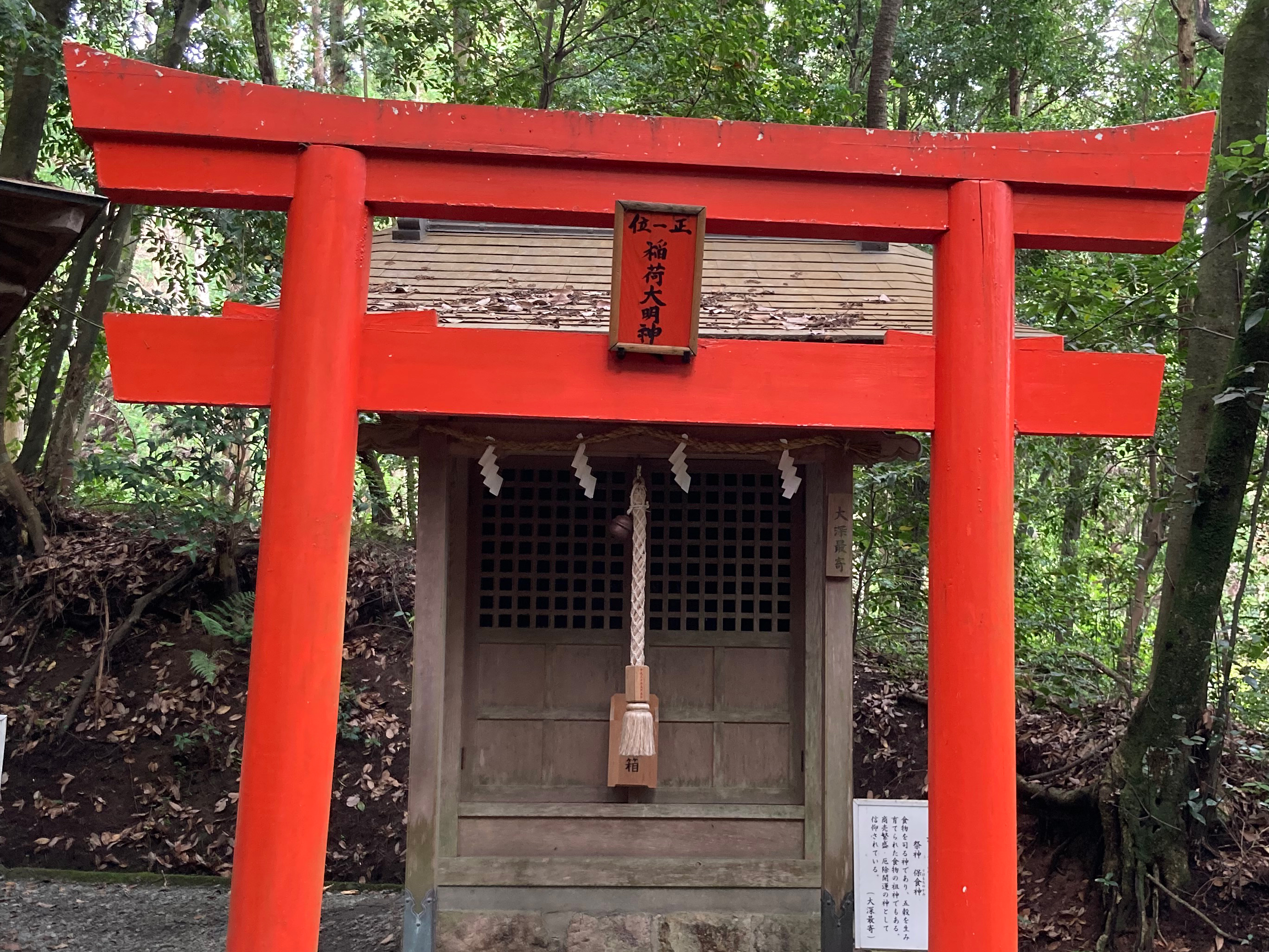
稲荷神社
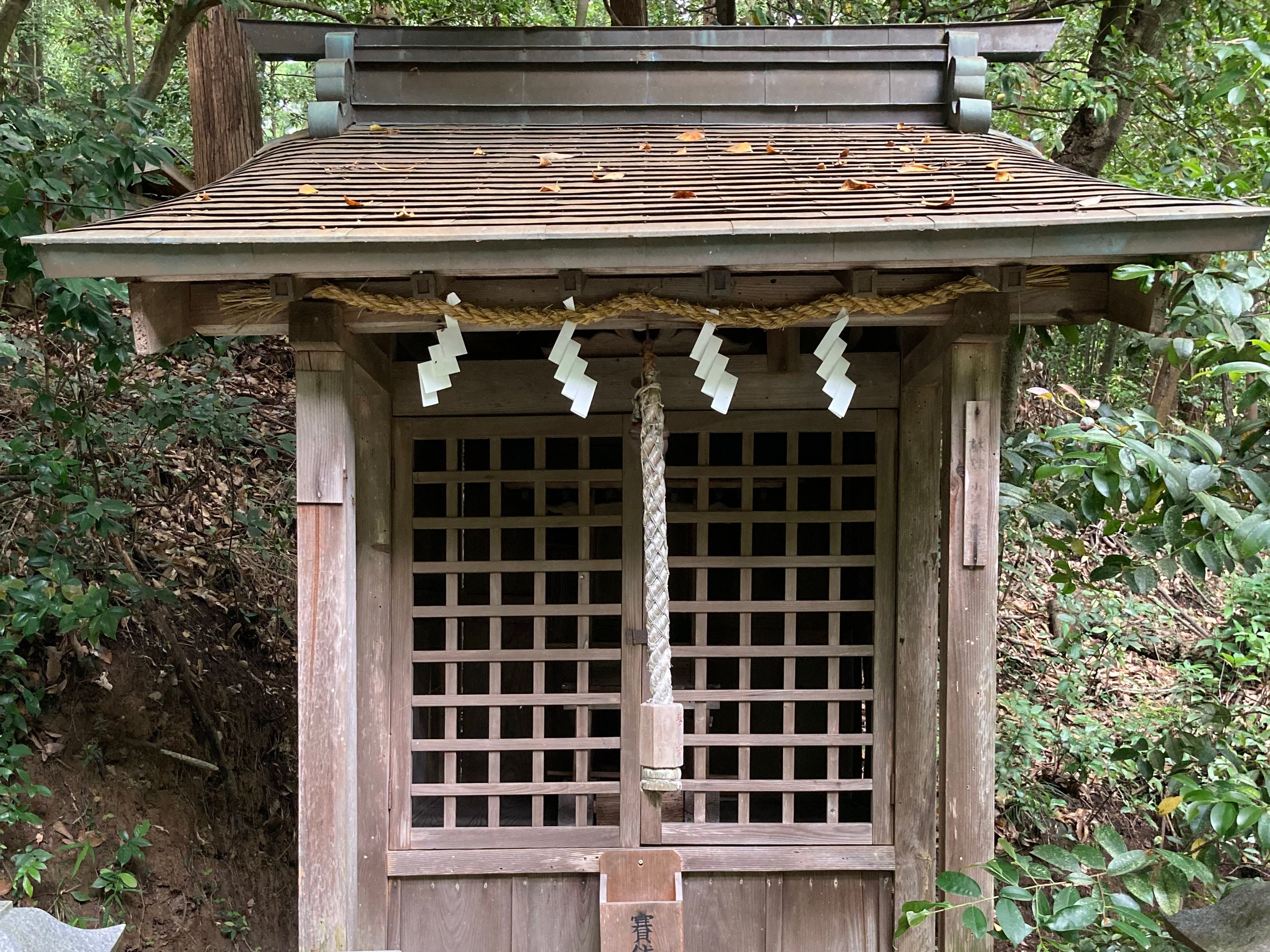
劒御前社
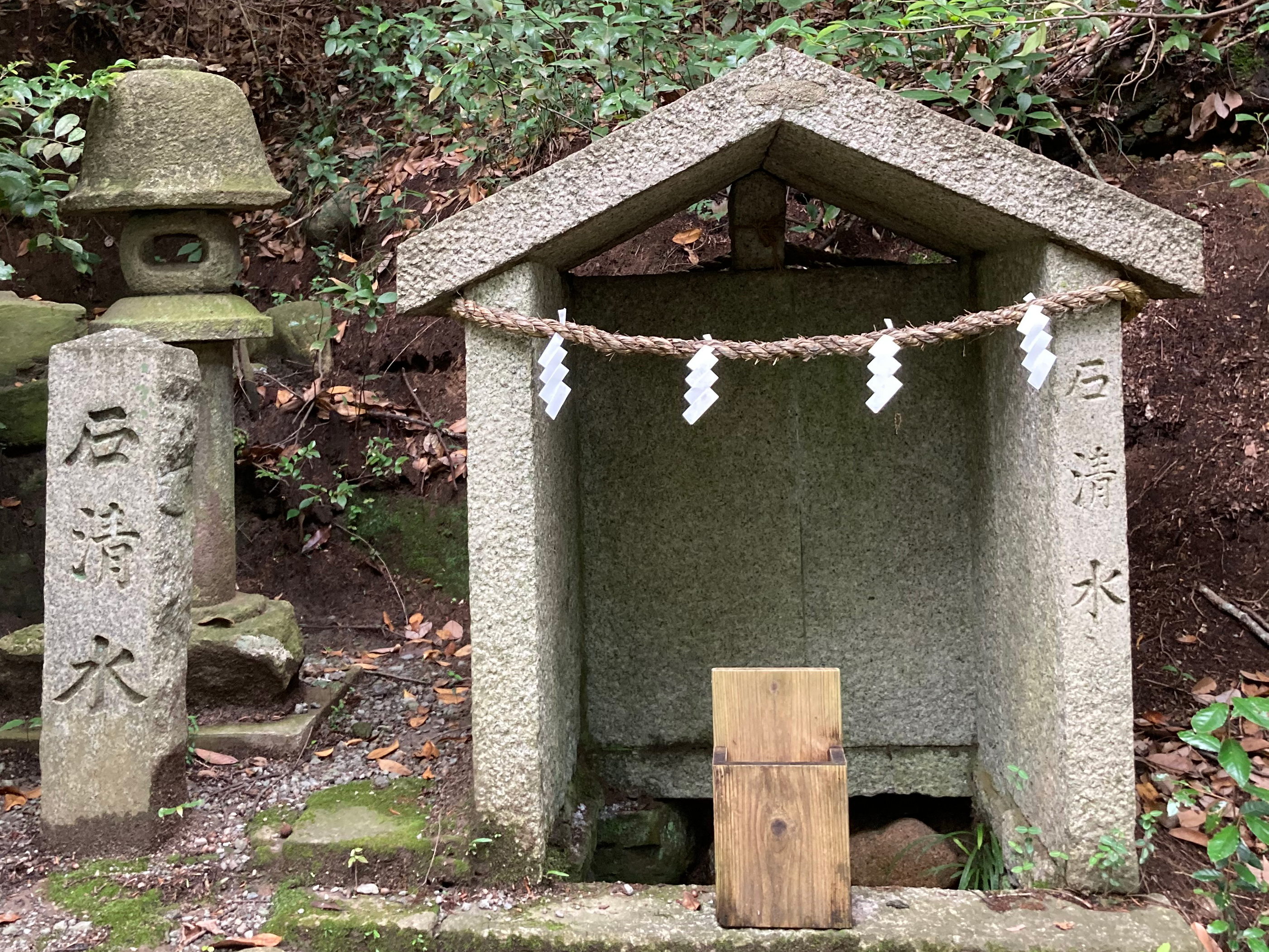
石清水祠
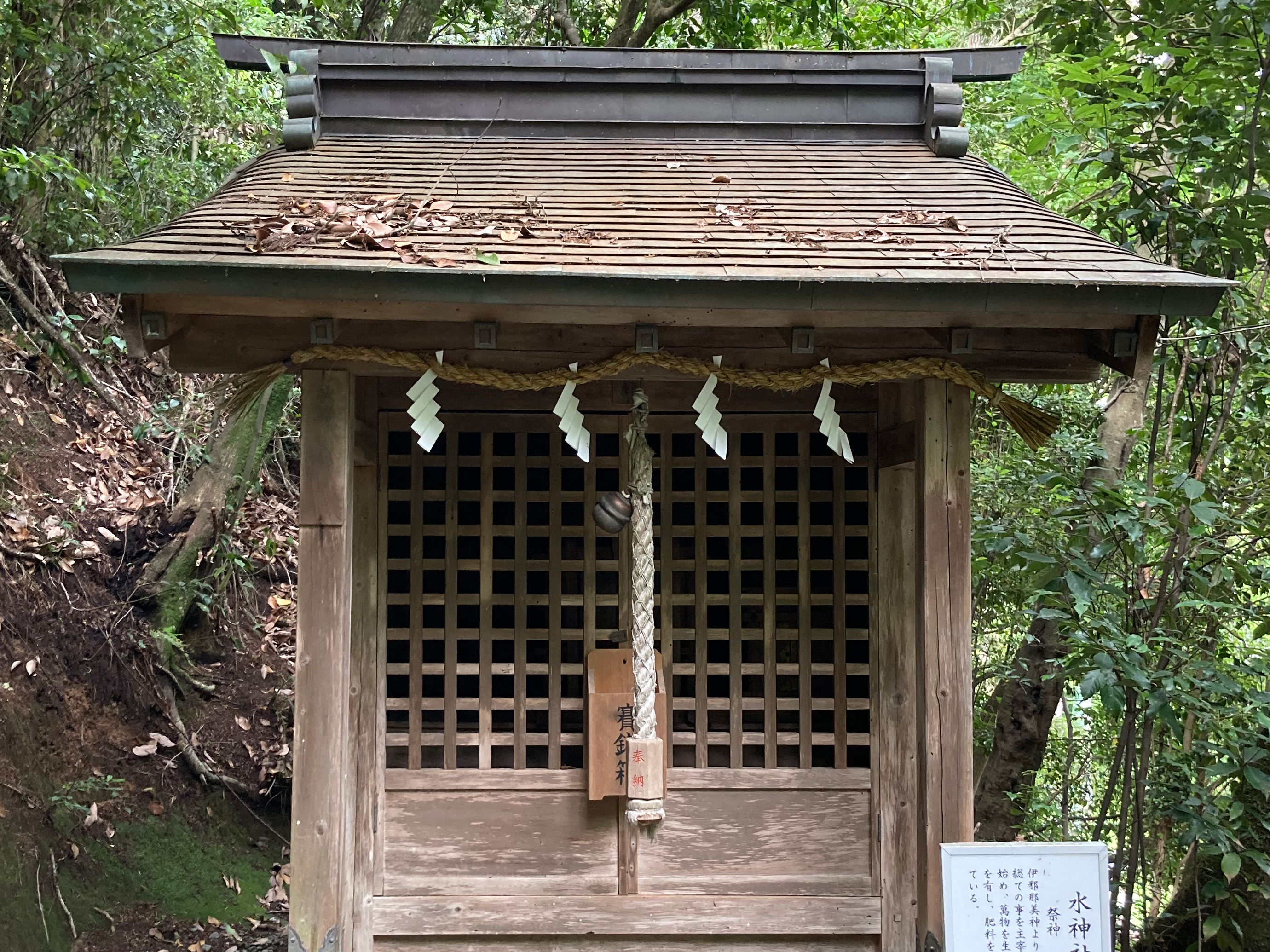
水神社
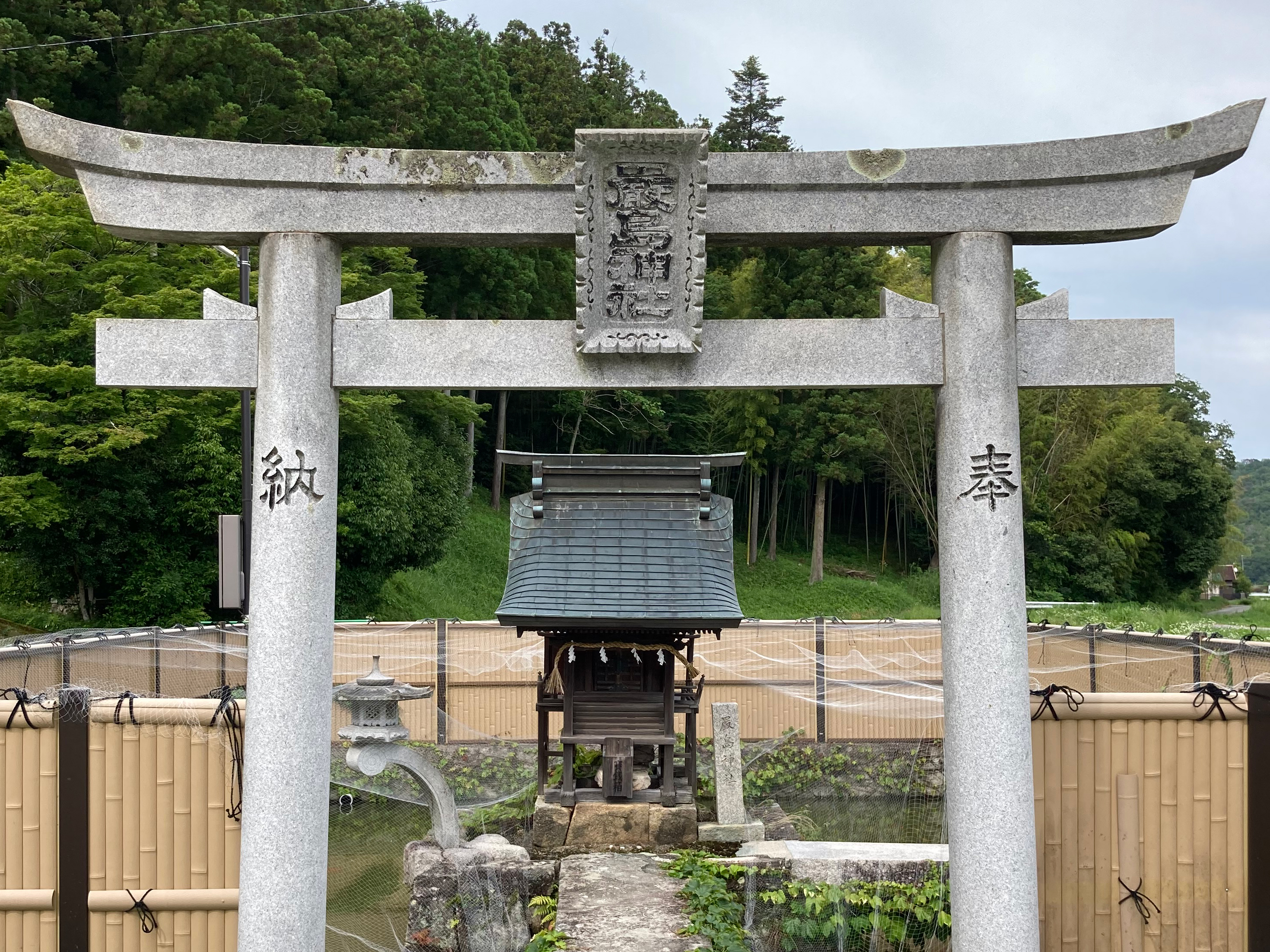
厳島神社
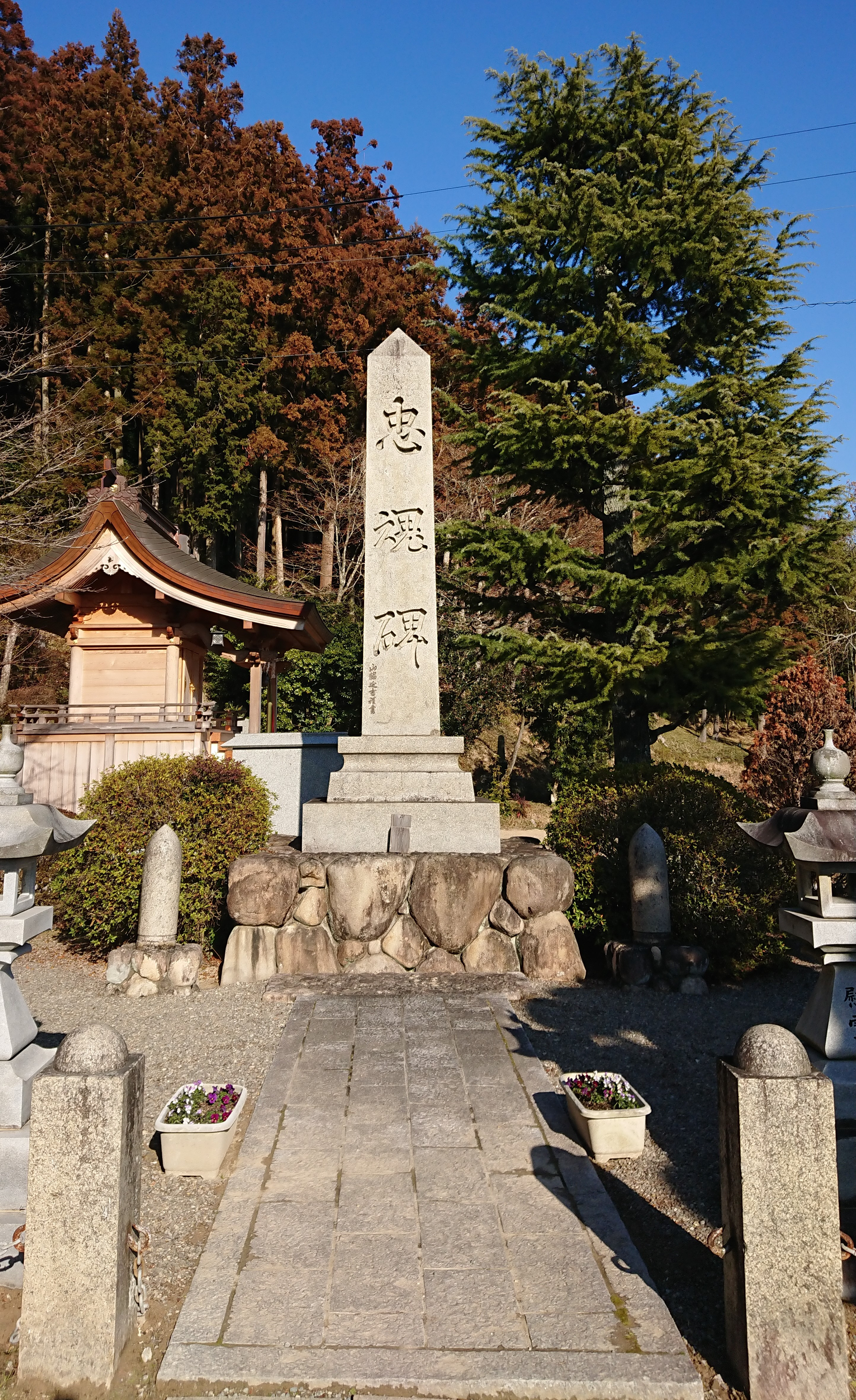
忠魂碑
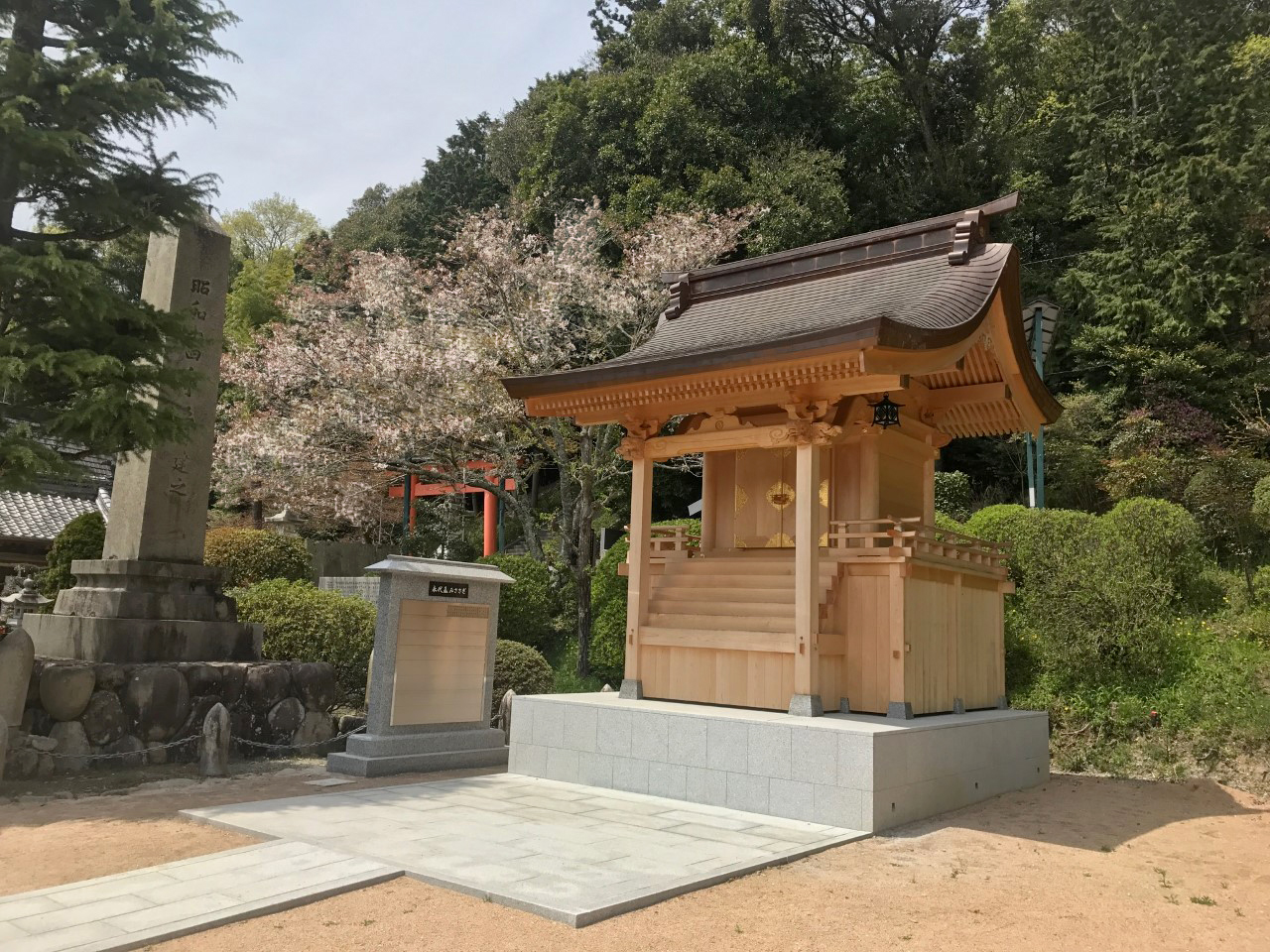
永代墓（合同墓）